# Interaktomika
Interaktomika dziedzina proteomiki zajmująca się badaniami oddziaływań białek. Jest to interdyscyplinarna dziedzina nauki zależna od biologii molekularnej, bioinformatyki, chemii i biofizyki.